# Llista de monuments de Tolosa
Llista de monuments de Tolosa (Llenguadoc) registrats com a monuments històrics, bé catalogats d'interès nacional (classé) o bé inventariats d'interès regional (inscrit).
| Monument                                                             | Prot. | Època                         | Localització                                                  | Coordenades                                          | Codi?      | Imatge |
| -------------------------------------------------------------------- | ----- | ----------------------------- | ------------------------------------------------------------- | ---------------------------------------------------- | ---------- | --- |
| Amfiteatre gal·loromà de Blanhac                                     | Cat.  | Gal·loromà                    | Tolosa av. des Arenes Romaines. Purpan                        | 43° 36′ 53″ N, 1° 23′ 52″ E / 43.614807°N,1.397667°E | PA00094494 | Amfiteatre gal·loromà de Blanhac · Vegeu més fotos d'aquest monument · Carregueu una nova foto d'aquest monument                                   |
| Barbacana del barri Sant Miquel                                      | Inv.  | 1525                          | Tolosa avenue Maurice-Hauriou                                 | 43° 35′ 36″ N, 1° 26′ 37″ E / 43.593285°N,1.443669°E | PA00125574 | Carregueu una nova foto d'aquest monument |
| Antic priorat de la Daurada                                          | Cat.  | Segle XIV                     | Tolosa 5 quai de la Daurade                                   | 43° 36′ 01″ N, 1° 26′ 24″ E / 43.600171°N,1.440108°E | PA00135704 | Antic priorat de la Daurada · Vegeu més fotos d'aquest monument · Carregueu una nova foto d'aquest monument                                        |
| Basílica de Sant Serni                                               | Cat.  | 1096                          | Tolosa place Saint-Sernin                                     | 43° 36′ 31″ N, 1° 26′ 32″ E / 43.608525°N,1.442091°E | PA00094524 | Basílica de Sant Serni · Vegeu més fotos d'aquest monument · Carregueu una nova foto d'aquest monument                                             |
| Dic                                                                  | Inv.  | Segle xix                     | Tolosa 65 allées des Demoiselles                              | 43° 35′ 18″ N, 1° 27′ 32″ E / 43.588411°N,1.458914°E | PA00094675 | Dic · Vegeu més fotos d'aquest monument · Carregueu una nova foto d'aquest monument                                                                |
| Residència                                                           | Inv.  | 1795-1800                     | Tolosa 51 chemin des Clotasses                                | 43° 33′ 05″ N, 1° 27′ 49″ E / 43.551482°N,1.463508°E | PA00094495 | Carregueu una nova foto d'aquest monument |
| Biblioteca municipal                                                 | Inv.  | 1932                          | Tolosa 1b rue du Périgord                                     | 43° 36′ 28″ N, 1° 26′ 38″ E / 43.60765°N,1.443897°E  | PA00132768 | Biblioteca municipal · Vegeu més fotos d'aquest monument · Carregueu una nova foto d'aquest monument                                               |
| Cafè Bibent                                                          | Inv.  | 1900                          | Tolosa 5 place du Capitole                                    | 43° 36′ 14″ N, 1° 26′ 36″ E / 43.603845°N,1.443447°E | PA00094496 | Cafè Bibent · Vegeu més fotos d'aquest monument · Carregueu una nova foto d'aquest monument                                                        |
| El Capitoli, ajuntament                                              | Cat.  | 1602-1935                     | Tolosa place du Capitole                                      | 43° 36′ 16″ N, 1° 26′ 38″ E / 43.604474°N,1.443885°E | PA00094497 | El Capitoli, ajuntament · Vegeu més fotos d'aquest monument · Carregueu una nova foto d'aquest monument                                            |
| Castelet de Croix-Daurade, o château Ozenne                          | Inv.  | 1850                          | Tolosa 147 route d'Albi                                       | 43° 38′ 16″ N, 1° 27′ 51″ E / 43.63784°N,1.464028°E  | PA00125575 | Castelet de Croix-Daurade, o château Ozenne · Vegeu més fotos d'aquest monument · Carregueu una nova foto d'aquest monument                        |
| Maison des Verrières o Castel-Gesta                                  | Cat.  | 1860                          | Tolosa 22 avenue Honoré-Serres                                | 43° 36′ 49″ N, 1° 26′ 19″ E / 43.613511°N,1.438593°E | PA00094677 | Maison des Verrières o Castel-Gesta · Vegeu més fotos d'aquest monument · Carregueu una nova foto d'aquest monument                                |
| Catedral de Sant Esteve                                              | Cat.  | Segles XII-XVII               | Tolosa place Saint-Étienne                                    | 43° 36′ 00″ N, 1° 27′ 04″ E / 43.599995°N,1.450978°E | PA00094498 | Catedral de Sant Esteve · Vegeu més fotos d'aquest monument · Carregueu una nova foto d'aquest monument                                            |
| Centre hospitalari especialitzat Gérard Marchant                     | Inv.  | 1852                          | Tolosa 134 route d'Espagne                                    | 43° 33′ 35″ N, 1° 25′ 23″ E / 43.559677°N,1.422949°E | PA31000083 | Centre hospitalari especialitzat Gérard Marchant · Vegeu més fotos d'aquest monument · Carregueu una nova foto d'aquest monument                   |
| Vestigis de la capella dels Pénitents Noirs                          | Inv.  | 1660                          | Tolosa 43 rue Saint-Jérôme                                    | 43° 36′ 13″ N, 1° 26′ 51″ E / 43.603473°N,1.447556°E | PA00094501 | Vestigis de la capella dels Pénitents Noirs · Modifica el valor a Wikidata · Carregueu una nova foto d'aquest monument                             |
| Capella Nostra Senyora de Natzaret                                   | Inv.  | 1520                          | Tolosa 4 rue Philippe-Féral                                   | 43° 35′ 46″ N, 1° 26′ 46″ E / 43.596137°N,1.446171°E | PA00094499 | Capella Nostra Senyora de Natzaret · Vegeu més fotos d'aquest monument · Carregueu una nova foto d'aquest monument                                 |
| Antiga capella Saint-Roch-du-Férétra                                 | Inv.  | 1784-1786                     | Tolosa place Saint-Roch                                       | 43° 34′ 54″ N, 1° 26′ 38″ E / 43.581675°N,1.44396°E  | PA00094502 | Antiga capella Saint-Roch-du-Férétra · Vegeu més fotos d'aquest monument · Carregueu una nova foto d'aquest monument                               |
| Antiga cartoixa Sant Pere                                            | Cat.  | 1602-1787                     | Tolosa 21 rue Valade                                          | 43° 36′ 17″ N, 1° 26′ 11″ E / 43.604684°N,1.436458°E | PA00094503 | Antiga cartoixa Sant Pere · Vegeu més fotos d'aquest monument · Carregueu una nova foto d'aquest monument                                          |
| Castell de Bellevue                                                  | Inv.  | Segle XVIII                   | Tolosa 3 chemin de Pouvourville                               | 43° 33′ 32″ N, 1° 27′ 29″ E / 43.558787°N,1.45819°E  | PA00125576 | Castell de Bellevue · Vegeu més fotos d'aquest monument · Carregueu una nova foto d'aquest monument                                                |
| Castell de la Cépière                                                | Inv.  | 1588                          | Tolosa 22 chemin de la Cépière                                | 43° 35′ 12″ N, 1° 24′ 02″ E / 43.586803°N,1.400611°E | PA00094505 | Castell de la Cépière · Vegeu més fotos d'aquest monument · Carregueu una nova foto d'aquest monument                                              |
| Castell de Reynerie                                                  | Cat.  | Segle XVIII                   | Tolosa 160 chemin de Lestang                                  | 43° 34′ 21″ N, 1° 23′ 52″ E / 43.572558°N,1.397911°E | PA00094506 | Castell de Reynerie · Vegeu més fotos d'aquest monument · Carregueu una nova foto d'aquest monument                                                |
| Torre d'aigües i estació de bombeig                                  | Inv.  | 1821-1825                     | Tolosa 1 place Laganne                                        | 43° 35′ 55″ N, 1° 26′ 13″ E / 43.598722°N,1.436976°E | PA00094504 | Torre d'aigües i estació de bombeig · Vegeu més fotos d'aquest monument · Carregueu una nova foto d'aquest monument                                |
| Castell del Miralh                                                   | Inv.  |                               | Tolosa 5 allées Antonio-Machado; 3 impasse Paul Lapie         | 43° 34′ 37″ N, 1° 23′ 54″ E / 43.576932°N,1.398248°E | PA00132671 | Castell del Miralh · Vegeu més fotos d'aquest monument · Carregueu una nova foto d'aquest monument                                                 |
| Castell Saint-Simon o de Candie                                      | Inv.  | Segles XIII-XVII              | Tolosa 17 chemin de la Saudrune                               | 43° 32′ 33″ N, 1° 23′ 24″ E / 43.5424°N,1.390034°E   | PA31000054 | Castell Saint-Simon o de Candie · Vegeu més fotos d'aquest monument · Carregueu una nova foto d'aquest monument                                    |
| Collège de Foix                                                      | Inv.  | Segle XV                      | Tolosa 2 rue Deville                                          | 43° 36′ 19″ N, 1° 26′ 29″ E / 43.605279°N,1.441383°E | PA00094507 | Collège de Foix · Vegeu més fotos d'aquest monument · Carregueu una nova foto d'aquest monument                                                    |
| Antic Collège de l'Esquile                                           | Inv.  | 1551                          | Tolosa 1 rue de l'Esquile                                     | 43° 36′ 23″ N, 1° 26′ 30″ E / 43.606283°N,1.441566°E | PA00125572 | Antic Collège de l'Esquile · Vegeu més fotos d'aquest monument · Carregueu una nova foto d'aquest monument                                         |
| Antic Collège des Jésuites                                           | Inv.  | 1605                          | Tolosa Rue Gambetta                                           | 43° 35′ 58″ N, 1° 27′ 41″ E / 43.599441°N,1.461395°E | PA31000080 | Antic Collège des Jésuites · Vegeu més fotos d'aquest monument · Carregueu una nova foto d'aquest monument                                         |
| Antic Collège Saint-Raymond                                          | Cat.  | 1523; 1871                    | Tolosa place Saint-Sernin                                     | 43° 36′ 28″ N, 1° 26′ 28″ E / 43.607867°N,1.441084°E | PA00094508 | Antic Collège Saint-Raymond · Vegeu més fotos d'aquest monument · Carregueu una nova foto d'aquest monument                                        |
| Collège Saint-Rome                                                   | Inv.  | Segle XVI                     | Tolosa 3 rue Jules-Chalande                                   | 43° 36′ 09″ N, 1° 26′ 39″ E / 43.602565°N,1.444038°E | PA00094509 | Collège Saint-Rome · Vegeu més fotos d'aquest monument · Carregueu una nova foto d'aquest monument                                                 |
| Convent de la Visitació, inclou els hôtels Le Mazuyer i de Béarn     | Inv.  | Segles XVII-XIX               | Tolosa 1-15 rue de la Dalbade                                 | 43° 35′ 47″ N, 1° 26′ 33″ E / 43.596466°N,1.442413°E | PA00094514 | Convent de la Visitació, inclou els hôtels Le Mazuyer i de Béarn · Vegeu més fotos d'aquest monument · Carregueu una nova foto d'aquest monument   |
| Antic convent dels Agustins, actualment museu                        | Cat.  | Segles XIV-XIX                | Tolosa 21 rue de Metz                                         | 43° 36′ 05″ N, 1° 26′ 48″ E / 43.601388°N,1.446716°E | PA00094510 | Antic convent dels Agustins, actualment museu · Carregueu una nova foto d'aquest monument                                                          |
| Convent dels Carmes Déchaussées, església parroquial Saint-Exupère   | Cat.  | 1623; 1806                    | Tolosa 33 allées Jules-Guesde                                 | 43° 35′ 37″ N, 1° 26′ 57″ E / 43.593704°N,1.449179°E | PA00094511 | Convent dels Carmes Déchaussées, església parroquial Saint-Exupère · Vegeu més fotos d'aquest monument · Carregueu una nova foto d'aquest monument |
| Antic Convent dels Cordeliers                                        | Cat.  | Segles XIII-XIV               | Tolosa rue des Lois                                           | 43° 36′ 20″ N, 1° 26′ 26″ E / 43.605493°N,1.440622°E | PA00132945 | Antic Convent dels Cordeliers · Vegeu més fotos d'aquest monument · Carregueu una nova foto d'aquest monument                                      |
| Antic convent de Saint-Antoine-du-Salin                              | Inv.  | 1656                          | Tolosa 18, 20 rue Pharaon                                     | 43° 35′ 45″ N, 1° 26′ 40″ E / 43.595831°N,1.444511°E | PA00094513 | Antic convent de Saint-Antoine-du-Salin · Vegeu més fotos d'aquest monument · Carregueu una nova foto d'aquest monument                            |
| Resclosa doble Saint-Pierre sobre el canal de Brienne                | Inv.  | 1770                          | Tolosa quai Saint-Pierre                                      | 43° 36′ 15″ N, 1° 26′ 03″ E / 43.604172°N,1.434277°E | PA31000034 | Resclosa doble Saint-Pierre sobre el canal de Brienne · Vegeu més fotos d'aquest monument · Carregueu una nova foto d'aquest monument              |
| Antiga escola de Medecina                                            | Inv.  | 1838-1844                     | Tolosa 35 allées Jules-Guesde                                 | 43° 35′ 39″ N, 1° 26′ 56″ E / 43.594131°N,1.449016°E | PA00094515 | Antiga escola de Medecina · Vegeu més fotos d'aquest monument · Carregueu una nova foto d'aquest monument                                          |
| Església de Nostra Senyora de la Dalbada                             | Cat.  | 1503-1535                     | Tolosa 34 rue de la Dalbade                                   | 43° 35′ 51″ N, 1° 26′ 34″ E / 43.597631°N,1.44269°E  | PA00094518 | Església de Nostra Senyora de la Dalbada · Vegeu més fotos d'aquest monument · Carregueu una nova foto d'aquest monument                           |
| Ruïnes de l'església dels Cordeliers                                 | Cat.  |                               | Tolosa rue Collège de Foix                                    | 43° 36′ 19″ N, 1° 26′ 25″ E / 43.605408°N,1.440154°E | PA00094517 | Ruïnes de l'església dels Cordeliers · Vegeu més fotos d'aquest monument · Carregueu una nova foto d'aquest monument                               |
| Església del Calvari, antiga capella dels Récollets                  | Inv.  | 1482                          | Tolosa 36 boulevard des Récollets                             | 43° 35′ 01″ N, 1° 26′ 38″ E / 43.583585°N,1.443944°E | PA00094516 | Església del Calvari, antiga capella dels Récollets · Vegeu més fotos d'aquest monument · Carregueu una nova foto d'aquest monument                |
| Església del Gésu                                                    | Inv.  | 1855                          | Tolosa 22b rue des Fleurs                                     | 43° 35′ 40″ N, 1° 26′ 49″ E / 43.594328°N,1.447017°E | PA00132670 | Església del Gésu · Vegeu més fotos d'aquest monument · Carregueu una nova foto d'aquest monument                                                  |
| Església de Nostra Senyora del Taur                                  | Cat.  | Segle XIV                     | Tolosa 12b rue du Taur                                        | 43° 36′ 20″ N, 1° 26′ 34″ E / 43.60558°N,1.442662°E  | PA00094521 | Església de Nostra Senyora del Taur · Vegeu més fotos d'aquest monument · Carregueu una nova foto d'aquest monument                                |
| Església de Nostra Senyora de la Daurada                             | Cat.  | 1838-1884                     | Tolosa 1 place de la Daurade                                  | 43° 36′ 04″ N, 1° 26′ 23″ E / 43.601005°N,1.439791°E | PA00094519 | Església de Nostra Senyora de la Daurada · Vegeu més fotos d'aquest monument · Carregueu una nova foto d'aquest monument                           |
| Antiga capella dels Pénitents Bleus, avui Església Saint-Jérôme      | Cat.  | 1622; 1806                    | Tolosa 2 rue du Lieutenant-Colonel-Pélissier                  | 43° 36′ 12″ N, 1° 26′ 47″ E / 43.603392°N,1.446299°E | PA00094500 | Antiga capella dels Pénitents Bleus, avui Església Saint-Jérôme · Vegeu més fotos d'aquest monument · Carregueu una nova foto d'aquest monument    |
| Església Saint-Nicolas                                               | Cat.  | Segles XV                     | Tolosa 34 grande-rue Saint-Nicolas                            | 43° 35′ 57″ N, 1° 26′ 03″ E / 43.599182°N,1.434053°E | PA00094522 | Església Saint-Nicolas · Vegeu més fotos d'aquest monument · Carregueu una nova foto d'aquest monument                                             |
| Antiga església Sant Pere de les Cuines                              | Cat.  | 1067                          | Tolosa 12 rue de la Boule                                     | 43° 36′ 15″ N, 1° 26′ 08″ E / 43.604276°N,1.435468°E | PA00094523 | Antiga església Sant Pere de les Cuines · Vegeu més fotos d'aquest monument · Carregueu una nova foto d'aquest monument                            |
| Antic convent dels Jacobins                                          | Cat.  | 1230-1340                     | Tolosa place des Jacobins                                     | 43° 36′ 13″ N, 1° 26′ 26″ E / 43.603562°N,1.440435°E | PA00094512 | Antic convent dels Jacobins · Vegeu més fotos d'aquest monument · Carregueu una nova foto d'aquest monument                                        |
| Fàbrica de ceràmica Giscard                                          | Inv.  | 1855                          | Tolosa 25 avenue de la Colonne                                | 43° 36′ 31″ N, 1° 27′ 33″ E / 43.608487°N,1.459138°E | PA31000016 | Fàbrica de ceràmica Giscard · Vegeu més fotos d'aquest monument · Carregueu una nova foto d'aquest monument                                        |
| Foneria de canons, actual Institut catòlic                           | Cat.  | 1920                          | Tolosa 31 rue de la Fonderie                                  | 43° 35′ 44″ N, 1° 26′ 34″ E / 43.595453°N,1.44291°E  | PA00094632 | Foneria de canons, actual Institut catòlic · Carregueu una nova foto d'aquest monument                                                             |
| Font de la Trinitat                                                  | Inv.  | 1824-1827                     | Tolosa place de la Trinité                                    | 43° 35′ 59″ N, 1° 26′ 39″ E / 43.599747°N,1.444074°E | PA00094526 | Font de la Trinitat · Vegeu més fotos d'aquest monument · Carregueu una nova foto d'aquest monument                                                |
| Estació de Tolosa-Matabiau                                           | Inv.  | 1903                          | Tolosa 64 boulevard Pierre Semard                             | 43° 36′ 40″ N, 1° 27′ 13″ E / 43.611231°N,1.453603°E | PA00094527 | Estació de Tolosa-Matabiau · Vegeu més fotos d'aquest monument · Carregueu una nova foto d'aquest monument                                         |
| Antic seminari major                                                 | Cat.  | 1622-1642                     | Tolosa 1 rue du Périgord                                      | 43° 36′ 28″ N, 1° 26′ 36″ E / 43.607657°N,1.443232°E | PA00094635 | Antic seminari major · Vegeu més fotos d'aquest monument · Carregueu una nova foto d'aquest monument                                               |
| Seminari major                                                       | Inv.  | 1623; 1863                    | Tolosa 9 rue des Teinturiers                                  | 43° 35′ 48″ N, 1° 26′ 04″ E / 43.596556°N,1.434477°E | PA00094688 | Seminari major · Vegeu més fotos d'aquest monument · Carregueu una nova foto d'aquest monument                                                     |
| Antics graners del Chapitre Saint-Sernin                             | Inv.  | Segle XIV                     | Tolosa 1b rue des Cuves-Saint-Sernin                          | 43° 36′ 33″ N, 1° 26′ 31″ E / 43.6091°N,1.441887°E   | PA31000082 | Antics graners del Chapitre Saint-Sernin · Vegeu més fotos d'aquest monument · Carregueu una nova foto d'aquest monument                           |
| Antic hospital Larrey                                                | Inv.  | Gal·loromà; segles XVII-XVIII | Tolosa place Saint-Pierre; rue Larrey                         | 43° 36′ 13″ N, 1° 26′ 16″ E / 43.603655°N,1.437751°E | PA00094528 | Antic hospital Larrey · Vegeu més fotos d'aquest monument · Carregueu una nova foto d'aquest monument                                              |
| Hospici de la Grave                                                  | Cat.  | 1758-1845                     | Tolosa rue du Pont-Saint-Pierre                               | 43° 36′ 03″ N, 1° 25′ 59″ E / 43.600914°N,1.433026°E | PA00094529 | Hospici de la Grave · Carregueu una nova foto d'aquest monument                                                                                    |
| Antic hôtel Arquata, o Castelpers o de Muriel                        | Inv.  | Segle XVI                     | Tolosa 1 place Sainte-Scarbes                                 | 43° 35′ 53″ N, 1° 26′ 55″ E / 43.597991°N,1.448567°E | PA00094531 | Antic hôtel Arquata, o Castelpers o de Muriel · Vegeu més fotos d'aquest monument · Carregueu una nova foto d'aquest monument                      |
| Hôtel Bernuy, avui collège Pierre de Fermat                          | Cat.  | 1504                          | Tolosa 1 rue Gambetta                                         | 43° 36′ 09″ N, 1° 26′ 28″ E / 43.602475°N,1.441023°E | PA00094533 | Hôtel Bernuy, avui collège Pierre de Fermat · Vegeu més fotos d'aquest monument · Carregueu una nova foto d'aquest monument                        |
| Hôtel Boisson                                                        | Cat.  | 1478-1535                     | Tolosa 11 rue Malcousinat                                     | 43° 36′ 03″ N, 1° 26′ 35″ E / 43.600907°N,1.443148°E | PA00094537 | Hôtel Boisson · Vegeu més fotos d'aquest monument · Carregueu una nova foto d'aquest monument                                                      |
| Hôtel Caulet-Resseguier, o hôtel Duranti                             | Inv.  |                               | Tolosa 3 rue du Lieutenant-Colonel-Pélissier                  | 43° 36′ 13″ N, 1° 26′ 47″ E / 43.603666°N,1.44635°E  | PA00094540 | Hôtel Caulet-Resseguier, o hôtel Duranti · Vegeu més fotos d'aquest monument · Carregueu una nova foto d'aquest monument                           |
| Hôtel d'Alliès                                                       | Inv.  | 1666-1760                     | Tolosa 6 rue des Couteliers                                   | 43° 35′ 53″ N, 1° 26′ 31″ E / 43.598089°N,1.441953°E | PA00125577 | Hôtel d'Alliès · Vegeu més fotos d'aquest monument · Carregueu una nova foto d'aquest monument                                                     |
| Hôtel d'Arnaud de Brucelles                                          | Inv.  | 1532                          | Tolosa 19 rue des Changes                                     | 43° 36′ 03″ N, 1° 26′ 37″ E / 43.600799°N,1.443677°E | PA00094530 | Hôtel d'Arnaud de Brucelles · Vegeu més fotos d'aquest monument · Carregueu una nova foto d'aquest monument                                        |
| Hôtel d'Assézat i de Clémence Isaure                                 | Cat.  | 1555-1557                     | Tolosa rue de Metz; 7 place d'Assézat                         | 43° 36′ 01″ N, 1° 26′ 31″ E / 43.600294°N,1.441896°E | PA00094532 | Hôtel d'Assézat i de Clémence Isaure · Vegeu més fotos d'aquest monument · Carregueu una nova foto d'aquest monument                               |
| Hôtel Dassier                                                        | Cat.  | Segle XVIII                   | Tolosa 46 rue des Couteliers                                  | 43° 35′ 58″ N, 1° 26′ 29″ E / 43.599395°N,1.441506°E | PA00094544 | Hôtel Dassier · Vegeu més fotos d'aquest monument · Carregueu una nova foto d'aquest monument                                                      |
| Antic hôtel de Bonfontan                                             | Inv.  | 1771                          | Tolosa 41 rue Croix Baragnon                                  | 43° 35′ 59″ N, 1° 26′ 54″ E / 43.599749°N,1.448362°E | PA00094534 | Antic hôtel de Bonfontan · Vegeu més fotos d'aquest monument · Carregueu una nova foto d'aquest monument                                           |
| Hôtel de Bonnefoy                                                    | Inv.  | Segle XVI                     | Tolosa 19 rue Croix Baragnon                                  | 43° 35′ 59″ N, 1° 26′ 48″ E / 43.599692°N,1.446791°E | PA00094535 | Hôtel de Bonnefoy · Vegeu més fotos d'aquest monument · Carregueu una nova foto d'aquest monument                                                  |
| Hôtel de Castagnier d'Auriac                                         | Inv.  | Segle XVIII                   | Tolosa 19 rue Ninau                                           | 43° 35′ 50″ N, 1° 27′ 01″ E / 43.59729°N,1.450328°E  | PA31000072 | Hôtel de Castagnier d'Auriac · Vegeu més fotos d'aquest monument · Carregueu una nova foto d'aquest monument                                       |
| Hôtel de Cheverry                                                    | Inv.  | 1535                          | Tolosa 4 rue Malcousinat                                      | 43° 36′ 02″ N, 1° 26′ 34″ E / 43.600591°N,1.442723°E | PA00094541 | Hôtel de Cheverry · Vegeu més fotos d'aquest monument · Carregueu una nova foto d'aquest monument                                                  |
| Hôtel de Claude de Saint-Félix                                       | Inv.  | Segle XVI                     | Tolosa 11 rue Saint-Rémésy                                    | 43° 35′ 47″ N, 1° 26′ 37″ E / 43.596254°N,1.443559°E | PA00094542 | Hôtel de Claude de Saint-Félix · Vegeu més fotos d'aquest monument · Carregueu una nova foto d'aquest monument                                     |
| Antic hôtel de Gayssion                                              | Inv.  | 1515-1519                     | Tolosa 5 rue Boyer-Fonfrède                                   | 43° 36′ 05″ N, 1° 26′ 25″ E / 43.601515°N,1.440242°E | PA00094549 | Antic hôtel de Gayssion · Vegeu més fotos d'aquest monument · Carregueu una nova foto d'aquest monument                                            |
| Hôtel de Guillaume de Bernuy, o hôtel Buet                           | Inv.  | 1544                          | Tolosa 5 rue de la Pomme                                      | 43° 36′ 07″ N, 1° 26′ 47″ E / 43.60204°N,1.446411°E  | PA00094550 | Hôtel de Guillaume de Bernuy, o hôtel Buet · Vegeu més fotos d'aquest monument · Carregueu una nova foto d'aquest monument                         |
| Hôtel de Jean de Ulmo                                                | Inv.  | 1528                          | Tolosa 15 rue du Ninau                                        | 43° 35′ 51″ N, 1° 27′ 00″ E / 43.597566°N,1.44991°E  | PA00094553 | Hôtel de Jean de Ulmo · Vegeu més fotos d'aquest monument · Carregueu una nova foto d'aquest monument                                              |
| Hôtel de la Bourse                                                   | Inv.  | 1836                          | Tolosa 3 place de la Bourse                                   | 43° 36′ 05″ N, 1° 26′ 31″ E / 43.601445°N,1.442067°E | PA00094536 | Hôtel de la Bourse · Vegeu més fotos d'aquest monument · Carregueu una nova foto d'aquest monument                                                 |
| Hôtel de la Fage                                                     | Inv.  | 1745                          | Tolosa 19 place Saint-Georges                                 | 43° 36′ 08″ N, 1° 26′ 53″ E / 43.602165°N,1.448027°E | PA00094547 | Hôtel de la Fage · Vegeu més fotos d'aquest monument · Carregueu una nova foto d'aquest monument                                                   |
| Hôtel de la Mammye                                                   | Inv.  | Segle XVI                     | Tolosa 31 rue de la Dalbade                                   | 43° 35′ 51″ N, 1° 26′ 32″ E / 43.597387°N,1.442157°E | PA00094556 | Hôtel de la Mammye · Vegeu més fotos d'aquest monument · Carregueu una nova foto d'aquest monument                                                 |
| Hôtel de Lasbordes o du Vieux-Raisin                                 | Cat.  | 1530                          | Tolosa 36 rue du Languedoc; 4 rue Ozenne                      | 43° 35′ 50″ N, 1° 26′ 45″ E / 43.597223°N,1.445965°E | PA00094554 | Hôtel de Lasbordes o du Vieux-Raisin · Vegeu més fotos d'aquest monument · Carregueu una nova foto d'aquest monument                               |
| Antic hôtel de Lestang                                               | Inv.  | Segles XVII-XVIII             | Tolosa 20 rue Saint-Jacques                                   | 43° 35′ 52″ N, 1° 27′ 03″ E / 43.597727°N,1.450888°E | PA00094555 | Antic hôtel de Lestang · Vegeu més fotos d'aquest monument · Carregueu una nova foto d'aquest monument                                             |
| Hôtel de Nupces                                                      | Inv.  | 1716                          | Tolosa 15 rue de la Bourse                                    | 43° 36′ 03″ N, 1° 26′ 31″ E / 43.600746°N,1.442051°E | PA00094560 | Hôtel de Nupces · Vegeu més fotos d'aquest monument · Carregueu una nova foto d'aquest monument                                                    |
| Hôtel de Pénautier                                                   | Cat.  | 1654                          | Tolosa 16 rue Vélane                                          | 43° 35′ 46″ N, 1° 26′ 56″ E / 43.596212°N,1.449005°E | PA00094562 | Hôtel de Pénautier · Vegeu més fotos d'aquest monument · Carregueu una nova foto d'aquest monument                                                 |
| Hôtel de Pierre o hôtel Jean de Bagis                                | Cat.  | 1537                          | Tolosa 25 rue de la Dalbade                                   | 43° 35′ 49″ N, 1° 26′ 32″ E / 43.597012°N,1.442275°E | PA00094563 | Hôtel de Pierre o hôtel Jean de Bagis · Vegeu més fotos d'aquest monument · Carregueu una nova foto d'aquest monument                              |
| Hôtel de Pins i hôtel Antonin                                        | Inv.  | 1528-1545                     | Tolosa 46 rue du Languedoc                                    | 43° 35′ 56″ N, 1° 26′ 45″ E / 43.59886°N,1.445972°E  | PA00135452 | Hôtel de Pins i hôtel Antonin · Vegeu més fotos d'aquest monument · Carregueu una nova foto d'aquest monument                                      |
| Hôtel de Puivert                                                     | Inv.  | Segle XVIII                   | Tolosa 8 rue Bouquières                                       | 43° 35′ 55″ N, 1° 26′ 47″ E / 43.598642°N,1.446333°E | PA00094566 | Hôtel de Puivert · Vegeu més fotos d'aquest monument · Carregueu una nova foto d'aquest monument                                                   |
| Hôtel de Puymaurin                                                   | Inv.  | 1770                          | Tolosa 34 rue du Languedoc                                    | 43° 35′ 49″ N, 1° 26′ 44″ E / 43.596959°N,1.44569°E  | PA00094565 | Hôtel de Puymaurin · Vegeu més fotos d'aquest monument · Carregueu una nova foto d'aquest monument                                                 |
| Hôtel de Saint-Germain                                               | Inv.  | 1590                          | Tolosa 16 rue des Changes                                     | 43° 36′ 03″ N, 1° 26′ 37″ E / 43.600914°N,1.44373°E  | PA00094570 | Hôtel de Saint-Germain · Vegeu més fotos d'aquest monument · Carregueu una nova foto d'aquest monument                                             |
| Hôtel de Saint-Jory                                                  | Inv.  |                               | Tolosa 10 rue Croix Baragnon                                  | 43° 36′ 00″ N, 1° 26′ 48″ E / 43.599991°N,1.446712°E | PA00094572 | Hôtel de Saint-Jory · Vegeu més fotos d'aquest monument · Carregueu una nova foto d'aquest monument                                                |
| Hôtel Courtois de Viçoze o d'Espie                                   | Inv.  | Segle XVIII                   | Tolosa rue d'Aussargues; 3 rue Mage                           | 43° 35′ 51″ N, 1° 26′ 49″ E / 43.597491°N,1.446837°E | PA00094543 | Hôtel Courtois de Viçoze o d'Espie · Vegeu més fotos d'aquest monument · Carregueu una nova foto d'aquest monument                                 |
| Hôtel Desplats o Palaminy                                            | Inv.  | Segles XVII-XIX               | Tolosa 45 rue des Tourneurs                                   | 43° 36′ 04″ N, 1° 26′ 42″ E / 43.601045°N,1.444993°E | PA00125579 | Hôtel Desplats o Palaminy · Vegeu més fotos d'aquest monument · Carregueu una nova foto d'aquest monument                                          |
| Antic seminari                                                       | Inv.  | 1764                          | Tolosa 32 rue Valade                                          | 43° 36′ 18″ N, 1° 26′ 14″ E / 43.60501°N,1.43731°E   | PA00094634 | Antic seminari · Vegeu més fotos d'aquest monument · Carregueu una nova foto d'aquest monument                                                     |
| Hôtel d'Olmières                                                     | Inv.  | Segles XVII-XVIII             | Tolosa 3 rue Peyrolières                                      | 43° 36′ 00″ N, 1° 26′ 26″ E / 43.600116°N,1.440629°E | PA00094561 | Hôtel d'Olmières · Carregueu una nova foto d'aquest monument                                                                                       |
| Antic hôtel de Pierre Dahus, o Hôtel Roquette, Tour Tournoer         | Inv.  | 1474-1532                     | Tolosa rue Ozenne; 4 rue d'Aussargues                         | 43° 35′ 50″ N, 1° 26′ 47″ E / 43.597248°N,1.446525°E | PA00094539 | Antic hôtel de Pierre Dahus, o Hôtel Roquette, Tour Tournoer · Vegeu més fotos d'aquest monument · Carregueu una nova foto d'aquest monument       |
| Hôtel du Grand Balcon                                                | Inv.  | Segle xix                     | Tolosa 8 rue Romiguières; 1 rue des Lois                      | 43° 36′ 18″ N, 1° 26′ 33″ E / 43.604877°N,1.442503°E | PA31000041 | Hôtel du Grand Balcon · Vegeu més fotos d'aquest monument · Carregueu una nova foto d'aquest monument                                              |
| Hôtel Dumay                                                          | Cat.  | Segles XVI-XVIII              | Tolosa 7 rue du May                                           | 43° 36′ 08″ N, 1° 26′ 35″ E / 43.602289°N,1.443179°E | PA00094546 | Hôtel Dumay · Vegeu més fotos d'aquest monument · Carregueu una nova foto d'aquest monument                                                        |
| Hôtel Felzins                                                        | Cat.  | Segle XVI                     | Tolosa 22 rue de la Dalbade                                   | 43° 35′ 48″ N, 1° 26′ 33″ E / 43.596608°N,1.442582°E | PA00094548 | Hôtel Felzins · Vegeu més fotos d'aquest monument · Carregueu una nova foto d'aquest monument                                                      |
| Hôtel Jean Catel                                                     | Inv.  | Segle XV                      | Tolosa 6 place Saint-Étienne                                  | 43° 35′ 59″ N, 1° 26′ 56″ E / 43.599738°N,1.448802°E | PA00094552 | Hôtel Jean Catel · Vegeu més fotos d'aquest monument · Carregueu una nova foto d'aquest monument                                                   |
| Antic hôtel Jean du Barry o Dubarry                                  | Cat.  | 1777                          | Tolosa 3 place Saint-Sernin                                   | 43° 36′ 30″ N, 1° 26′ 26″ E / 43.608335°N,1.440627°E | PA00094551 | Antic hôtel Jean du Barry o Dubarry · Vegeu més fotos d'aquest monument · Carregueu una nova foto d'aquest monument                                |
| Hôtel Magnier i Jean-Burnet                                          | Inv.  | 1474-1528                     | Tolosa 2 rue d'Aussargues                                     | 43° 35′ 50″ N, 1° 26′ 47″ E / 43.597350°N,1.446410°E | PA00094559 | Carregueu una nova foto d'aquest monument |
| Hôtel Mansencal                                                      | Inv.  | 1527-1547                     | Tolosa 1 rue Espinasse                                        | 43° 35′ 47″ N, 1° 26′ 52″ E / 43.596365°N,1.447741°E | PA00094557 | Hôtel Mansencal · Vegeu més fotos d'aquest monument · Carregueu una nova foto d'aquest monument                                                    |
| Hôtel Marvéjol                                                       | Inv.  | 1620                          | Tolosa 47 rue Pharaon                                         | 43° 35′ 49″ N, 1° 26′ 39″ E / 43.597064°N,1.444284°E | PA00094558 | Hôtel Marvéjol · Vegeu més fotos d'aquest monument · Carregueu una nova foto d'aquest monument                                                     |
| Hôtel Pierre Comère                                                  | Inv.  | 1616                          | Tolosa 3 rue Saint-Rome; 9 rue Tripières                      | 43° 36′ 06″ N, 1° 26′ 37″ E / 43.601785°N,1.443492°E | PA00094564 | Hôtel Pierre Comère · Vegeu més fotos d'aquest monument · Carregueu una nova foto d'aquest monument                                                |
| Hôtel Réquy                                                          | Inv.  | Segles XVI-XVII               | Tolosa 9 rue Saint-Rémésy                                     | 43° 35′ 46″ N, 1° 26′ 37″ E / 43.596108°N,1.443637°E | PA00094567 | Hôtel Réquy · Vegeu més fotos d'aquest monument · Carregueu una nova foto d'aquest monument                                                        |
| Hôtel Reynier                                                        | Cat.  | Segles XVII-XVIII             | Tolosa 20 rue Mage                                            | 43° 35′ 52″ N, 1° 26′ 50″ E / 43.597786°N,1.447271°E | PA00094568 | Hôtel Reynier · Vegeu més fotos d'aquest monument · Carregueu una nova foto d'aquest monument                                                      |
| Hôtel Saint-Jean                                                     | Cat.  | 1668-1840                     | Tolosa 32 rue de la Dalbade; rue Saint-Jean                   | 43° 35′ 50″ N, 1° 26′ 33″ E / 43.59713°N,1.442435°E  | PA00094571 | Hôtel Saint-Jean · Vegeu més fotos d'aquest monument · Carregueu una nova foto d'aquest monument                                                   |
| Antic hôtel Sipière                                                  | Inv.  |                               | Tolosa rue des Tourneurs; 22 rue Peyras                       | 43° 36′ 05″ N, 1° 26′ 42″ E / 43.601423°N,1.444966°E | PA00125578 | Antic hôtel Sipière · Vegeu més fotos d'aquest monument · Carregueu una nova foto d'aquest monument                                                |
| Hôtel Thomas, o Thomas de Montval                                    | Inv.  | Segle XVI                     | Tolosa 22 rue Croix Baragnon                                  | 43° 35′ 59″ N, 1° 26′ 52″ E / 43.599844°N,1.447724°E | PA00135453 | Hôtel Thomas, o Thomas de Montval · Vegeu més fotos d'aquest monument · Carregueu una nova foto d'aquest monument                                  |
| Hôtel-Dieu                                                           | Cat.  | Segles XVII-XVIII             | Tolosa                                                        | 43° 36′ 00″ N, 1° 26′ 12″ E / 43.600046°N,1.436572°E | PA00094545 | Hôtel-Dieu · Vegeu més fotos d'aquest monument · Carregueu una nova foto d'aquest monument                                                         |
| Edifici de La Dépêche du Midi                                        | Inv.  | 1932                          | Tolosa 42b rue Alsace-Lorraine; 15 rue Rivals                 | 43° 36′ 22″ N, 1° 26′ 45″ E / 43.606216°N,1.445797°E | PA31000010 | Edifici de La Dépêche du Midi · Vegeu més fotos d'aquest monument · Carregueu una nova foto d'aquest monument                                      |
| Immoble de Seube                                                     | Inv.  | Segle XX                      | Tolosa 1 allée Paul-Feuga                                     | 43° 35′ 33″ N, 1° 26′ 33″ E / 43.592506°N,1.442439°E | PA00094580 | Immoble de Seube · Vegeu més fotos d'aquest monument · Carregueu una nova foto d'aquest monument                                                   |
| Immoble des Cariatides                                               | Inv.  | Segle xix                     | Tolosa 55 allées Jean-Jaurès                                  | 43° 36′ 29″ N, 1° 27′ 05″ E / 43.607974°N,1.451465°E | PA00135454 | Immoble des Cariatides · Vegeu més fotos d'aquest monument · Carregueu una nova foto d'aquest monument                                             |
| Antics escorxadors                                                   | Inv.  | 1825-1831                     | Tolosa 76 allées Charles-de-Fitte                             | 43° 36′ 03″ N, 1° 25′ 45″ E / 43.600787°N,1.429227°E | PA00094674 | Antics escorxadors · Vegeu més fotos d'aquest monument · Carregueu una nova foto d'aquest monument                                                 |
| Librairie Modern Style, avui hotel                                   | Inv.  | Segle XX                      | Tolosa 58 rue Gambetta                                        | 43° 36′ 13″ N, 1° 26′ 33″ E / 43.603726°N,1.442525°E | PA00094611 | Librairie Modern Style, avui hotel · Carregueu una nova foto d'aquest monument                                                                     |
| Antiga Maison de Calas                                               | Inv.  | Segles XV-XIX                 | Tolosa 50 rue des Filatiers                                   | 43° 35′ 58″ N, 1° 26′ 38″ E / 43.599367°N,1.443981°E | PA00094612 | Antiga Maison de Calas · Vegeu més fotos d'aquest monument · Carregueu una nova foto d'aquest monument                                             |
| Maison de la Belle-Paule                                             | Inv.  | 1695                          | Tolosa 16 rue du Languedoc                                    | 43° 35′ 43″ N, 1° 26′ 44″ E / 43.59528°N,1.445607°E  | PA00094619 | Maison de la Belle-Paule · Vegeu més fotos d'aquest monument · Carregueu una nova foto d'aquest monument                                           |
| Antic hôtel de Boysson                                               | Inv.  | 1515-1605                     | Tolosa 13 rue Sainte-Ursule                                   | 43° 36′ 08″ N, 1° 26′ 32″ E / 43.602197°N,1.442107°E | PA00094538 | Carregueu una nova foto d'aquest monument |
| Maison de Pierre Delfau                                              | Inv.  | 1493                          | Tolosa 20 rue de la Bourse                                    | 43° 36′ 04″ N, 1° 26′ 32″ E / 43.600974°N,1.442293°E | PA00094614 | Maison de Pierre Delfau · Vegeu més fotos d'aquest monument · Carregueu una nova foto d'aquest monument                                            |
| Maison Empire                                                        | Inv.  | 1830                          | Tolosa 57 place de la Trinité                                 | 43° 35′ 59″ N, 1° 26′ 38″ E / 43.599754°N,1.443809°E | PA00094622 | Maison Empire · Vegeu més fotos d'aquest monument · Carregueu una nova foto d'aquest monument                                                      |
| Casa romanogòtica                                                    | Cat.  | Segles XIV-XVII               | Tolosa 15 rue Croix Baragnon                                  | 43° 35′ 59″ N, 1° 26′ 47″ E / 43.599622°N,1.446467°E | PA00094618 | Casa romanogòtica · Vegeu més fotos d'aquest monument · Carregueu una nova foto d'aquest monument                                                  |
| Manufacture des Tabacs                                               | Inv.  | 1860-1894                     | Tolosa 1 rue des Amidonniers; 21 allées de Brienne            | 43° 36′ 20″ N, 1° 25′ 54″ E / 43.605549°N,1.431618°E | PA00094680 | Manufacture des Tabacs · Vegeu més fotos d'aquest monument · Carregueu una nova foto d'aquest monument                                             |
| Antic monestir dels Religieux de Vienne o del Tau                    | Inv.  | 1614                          | Tolosa 10 rue du Lieutenant-Colonel-Pélissier                 | 43° 36′ 12″ N, 1° 26′ 50″ E / 43.603424°N,1.44714°E  | PA00094624 | Antic monestir dels Religieux de Vienne o del Tau · Vegeu més fotos d'aquest monument · Carregueu una nova foto d'aquest monument                  |
| Molí dels Amidonniers                                                | Inv.  | Segle XVIII                   | Tolosa 37 rue des Amidonniers                                 | 43° 36′ 22″ N, 1° 25′ 34″ E / 43.606059°N,1.426210°E | PA00094684 | Molí dels Amidonniers · Vegeu més fotos d'aquest monument · Carregueu una nova foto d'aquest monument                                              |
| Obelisc del 10 d'abril de 1814                                       | Inv.  | 1835                          | Tolosa avenue de l'Observatoire; avenue Camille-Flammarion    | 43° 36′ 41″ N, 1° 27′ 44″ E / 43.611278°N,1.462126°E | PA00094686 | Obelisc del 10 d'abril de 1814 · Vegeu més fotos d'aquest monument · Carregueu una nova foto d'aquest monument                                     |
| Antic observatori                                                    | Inv.  | 1838-1908                     | Tolosa avenue de l'Observatoire                               | 43° 36′ 44″ N, 1° 27′ 45″ E / 43.612347°N,1.462431°E | PA00094625 | Antic observatori · Vegeu més fotos d'aquest monument · Carregueu una nova foto d'aquest monument                                                  |
| Antic palau arxipestral                                              | Inv.  | 1474; 1776                    | Tolosa 1 place Saint-Étienne                                  | 43° 35′ 56″ N, 1° 26′ 58″ E / 43.59902°N,1.449541°E  | PA00094678 | Antic palau arxipestral · Vegeu més fotos d'aquest monument · Carregueu una nova foto d'aquest monument                                            |
| Palau de justícia                                                    | Cat.  | 1824                          | Tolosa 1 place du Salin                                       | 43° 35′ 39″ N, 1° 26′ 40″ E / 43.594179°N,1.444387°E | PA00132672 | Palau de justícia · Vegeu més fotos d'aquest monument · Carregueu una nova foto d'aquest monument                                                  |
| Pavelló Mazar                                                        | Inv.  | 1826                          | Tolosa 13 rue Sainte-Ursule                                   | 43° 36′ 07″ N, 1° 26′ 32″ E / 43.601981°N,1.442166°E | PA00125583 | Pavelló Mazar · Vegeu més fotos d'aquest monument · Carregueu una nova foto d'aquest monument                                                      |
| Antic seminari menor de l'Esquile                                    | Cat.  | Segles XVI-XIX                | Tolosa 69 rue du Taur                                         | 43° 36′ 26″ N, 1° 26′ 32″ E / 43.607112°N,1.442099°E | PA00094637 | Antic seminari menor de l'Esquile · Vegeu més fotos d'aquest monument · Carregueu una nova foto d'aquest monument                                  |
| Seminari menor o Hôtel d'Hautpoul                                    | Inv.  | Segles XVII-XVIII             | Tolosa 25 rue Malaret                                         | 43° 36′ 03″ N, 1° 27′ 00″ E / 43.60093°N,1.45010°E   | PA00094636 | Carregueu una nova foto d'aquest monument |
| Piscina municipal Alfred Nakache                                     | Inv.  | 1931                          | Tolosa allée Gabriel-Biénès                                   | 43° 35′ 08″ N, 1° 26′ 11″ E / 43.585573°N,1.436346°E | PA00125573 | Piscina municipal Alfred Nakache · Vegeu més fotos d'aquest monument · Carregueu una nova foto d'aquest monument                                   |
| Plaça Wilson                                                         | Inv.  | 1831                          | Tolosa place Wilson; allées du Président-Roosevelt            | 43° 36′ 18″ N, 1° 26′ 51″ E / 43.604876°N,1.447375°E | PA00094626 | Plaça Wilson · Carregueu una nova foto d'aquest monument                                                                                           |
| Pont sobre el Touch                                                  | Inv.  | 1768                          | Tolosa route de Bayonne. Saint-Martin-du-Touch                | 43° 36′ 31″ N, 1° 23′ 06″ E / 43.608565°N,1.384998°E | PA00094629 | Pont sobre el Touch · Vegeu més fotos d'aquest monument · Carregueu una nova foto d'aquest monument                                                |
| Pont Nou                                                             | Cat.  | 1544-1632                     | Tolosa D-124 sobre la Garona                                  | 43° 35′ 58″ N, 1° 26′ 20″ E / 43.599314°N,1.438845°E | PA00094627 | Pont Nou · Vegeu més fotos d'aquest monument · Carregueu una nova foto d'aquest monument                                                           |
| Conjunt del port Sant Esteve                                         | Inv.  | 1834-1836                     | Tolosa 20-30 rue du Port-Saint-Étienne                        | 43° 36′ 00″ N, 1° 27′ 24″ E / 43.599951°N,1.45669°E  | PA00094689 | Conjunt del port Sant Esteve · Carregueu una nova foto d'aquest monument                                                                           |
| Antiga porta del Capitoli (reedificada)                              | Inv.  | 1555                          | Tolosa allée Frédéric Mistral. Jardin des Plantes             | 43° 35′ 34″ N, 1° 27′ 09″ E / 43.592771°N,1.452592°E | PA00094630 | Antiga porta del Capitoli (reedificada) · Vegeu més fotos d'aquest monument · Carregueu una nova foto d'aquest monument                            |
| Propriété La Redorte                                                 | Inv.  | 1783                          | Tolosa 42 chemin de Clotasses                                 | 43° 32′ 59″ N, 1° 27′ 44″ E / 43.549802°N,1.462238°E | PA00094631 | Carregueu una nova foto d'aquest monument |
| Muralla gal·loromana de Tolosa                                       | Inv.  | Gal·loromà                    | Tolosa 1 rue Bida; place Saint-Jacques                        | 43° 35′ 53″ N, 1° 27′ 05″ E / 43.598098°N,1.451283°E | PA00094679 | Muralla gal·loromana de Tolosa · Vegeu més fotos d'aquest monument · Carregueu una nova foto d'aquest monument                                     |
| Muralla medieval                                                     | Inv.  | Segles XIII-XVI               | Tolosa boulevard Armand-Duportal; rue de la Boule             | 43° 36′ 21″ N, 1° 26′ 05″ E / 43.605862°N,1.434829°E | PA31000011 | Muralla medieval · Vegeu més fotos d'aquest monument · Carregueu una nova foto d'aquest monument                                                   |
| Antigues muralles Saint-Cyprien                                      | Cat.  | 1350                          | Tolosa                                                        | 43° 36′ 02″ N, 1° 25′ 51″ E / 43.600496°N,1.430783°E | PA00094633 | Antigues muralles Saint-Cyprien · Vegeu més fotos d'aquest monument · Carregueu una nova foto d'aquest monument                                    |
| Hivernacles municipals                                               | Inv.  | 1877-1893                     | Tolosa 19 boulevard de la Marne                               | 43° 35′ 02″ N, 1° 27′ 39″ E / 43.583878°N,1.460772°E | PA00094638 | Hivernacles municipals · Carregueu una nova foto d'aquest monument                                                                                 |
| Soufflerie de Banlève                                                | Inv.  | 1937                          | Tolosa allée du Professeur-Camille-Soula                      | 43° 35′ 17″ N, 1° 26′ 14″ E / 43.58799°N,1.43713°E   | PA31000013 | Soufflerie de Banlève · Vegeu més fotos d'aquest monument · Carregueu una nova foto d'aquest monument                                              |
| Convent-studium dels Dominicains de Rangueil                         | Inv.  | Segle XX                      | Tolosa rue Lacordaire                                         | 43° 34′ 02″ N, 1° 27′ 45″ E / 43.567158°N,1.462396°E | PA31000081 | Convent-studium dels Dominicains de Rangueil · Vegeu més fotos d'aquest monument · Carregueu una nova foto d'aquest monument                       |
| Antiga tresoreria reial, actual temple protestant del Salin          | Cat.  | 1272; 1909                    | Tolosa place du Salin                                         | 43° 35′ 42″ N, 1° 26′ 40″ E / 43.595004°N,1.444508°E | PA00094643 | Antiga tresoreria reial, actual temple protestant del Salin · Vegeu més fotos d'aquest monument · Carregueu una nova foto d'aquest monument        |
| Torre de Guillaume Garreri                                           | Inv.  | Segle XV                      | Tolosa 30 rue du Languedoc                                    | 43° 35′ 48″ N, 1° 26′ 45″ E / 43.5966°N,1.445736°E   | PA00094639 | Torre de Guillaume Garreri · Vegeu més fotos d'aquest monument · Carregueu una nova foto d'aquest monument                                         |
| Torre de Serta                                                       | Inv.  | 1533                          | Tolosa 2 rue Saint-Rome                                       | 43° 36′ 06″ N, 1° 26′ 37″ E / 43.601637°N,1.443602°E | PA00094642 | Torre de Serta · Vegeu més fotos d'aquest monument · Carregueu una nova foto d'aquest monument                                                     |
| Torre dels Hauts-Murats i vestigis de muralles gal·loromanes         | Inv.  | Gal·loromà, segle XV          | Tolosa place des Hauts-Murats                                 | 43° 35′ 41″ N, 1° 26′ 52″ E / 43.594646°N,1.447671°E | PA00094640 | Torre dels Hauts-Murats i vestigis de muralles gal·loromanes · Vegeu més fotos d'aquest monument · Carregueu una nova foto d'aquest monument       |
| Torre Morand                                                         | Cat.  | Segle XII                     | Tolosa 56 rue du Taur                                         | 43° 36′ 26″ N, 1° 26′ 32″ E / 43.607117°N,1.442307°E | PA00094641 | Torre Morand · Vegeu més fotos d'aquest monument · Carregueu una nova foto d'aquest monument                                                       |
| Fàbrica aeronàtica Latécoère de Montaudran                           | Inv.  | 1917                          | Tolosa 2 chemin Carrosse; 55 avenue Louis-Breguet. Montaudran | 43° 34′ 27″ N, 1° 28′ 38″ E / 43.574126°N,1.477295°E | PA31000012 | Fàbrica aeronàtica Latécoère de Montaudran · Carregueu una nova foto d'aquest monument                                                             |
| Villa Gabès                                                          | Inv.  | Segle xix                     | Tolosa 4 grande-rue Saint-Michel                              | 43° 35′ 04″ N, 1° 26′ 53″ E / 43.584577°N,1.447986°E | PA00094644 | Villa Gabès · Vegeu més fotos d'aquest monument · Carregueu una nova foto d'aquest monument                                                        |
| Poblat neolític                                                      | Cat.  | Neolític                      | Tolosa Saint-Michel-du-Touch                                  | 43° 37′ 14″ N, 1° 24′ 00″ E / 43.620463°N,1.400089°E | PA00094645 | Carregueu una nova foto d'aquest monument |
| Residència del segle xviii                                           | Inv.  | Segle XVIII                   | Tolosa 30 rue Marc-Arcis; 77 avenue Frédéric-Estèbe           | 43° 37′ 26″ N, 1° 26′ 12″ E / 43.623866°N,1.436556°E | PA31000005 | Carregueu una nova foto d'aquest monument |
| Església i antic convent dels Minimes                                | Cat.  | 1503-1892                     | Tolosa 28 rue du Général-Bourbaki                             | 43° 37′ 05″ N, 1° 26′ 10″ E / 43.617929°N,1.435999°E | PA00094520 | Església i antic convent dels Minimes · Carregueu una nova foto d'aquest monument                                                                  |
| Font                                                                 | Inv.  | 1593-1720                     | Tolosa place Saint-Étienne                                    | 43° 35′ 59″ N, 1° 26′ 57″ E / 43.599834°N,1.44914°E  | PA00094525 | Font · Vegeu més fotos d'aquest monument · Carregueu una nova foto d'aquest monument                                                               |
| Hôtel Pierre de Ruppe                                                | Inv.  | 1527                          | Tolosa 1b rue du Languedoc                                    | 43° 35′ 43″ N, 1° 26′ 43″ E / 43.595382°N,1.445257°E | PA00094574 | Hôtel Pierre de Ruppe · Vegeu més fotos d'aquest monument · Carregueu una nova foto d'aquest monument                                              |
| Hôtel Tornié-Barrassy                                                | Inv.  | 1536                          | Tolosa 3 rue de la Madeleine                                  | 43° 35′ 58″ N, 1° 26′ 31″ E / 43.599323°N,1.441922°E | PA00094575 | Hôtel Tornié-Barrassy · Vegeu més fotos d'aquest monument · Carregueu una nova foto d'aquest monument                                              |
| Hôtel                                                                | Cat.  | Segle XVI                     | Tolosa 44 rue des Couteliers                                  | 43° 35′ 58″ N, 1° 26′ 29″ E / 43.599391°N,1.441524°E | PA00094573 | Hôtel · Vegeu més fotos d'aquest monument · Carregueu una nova foto d'aquest monument                                                              |
| Immoble                                                              | Inv.  | Segle xix                     | Tolosa 1 place Wilson                                         | 43° 36′ 17″ N, 1° 26′ 53″ E / 43.604758°N,1.447996°E | PA00094595 | Immoble · Vegeu més fotos d'aquest monument · Carregueu una nova foto d'aquest monument                                                            |
| Immoble                                                              | Inv.  | Segle xix                     | Tolosa 10 allées du Président-Roosevelt                       | 43° 36′ 19″ N, 1° 26′ 54″ E / 43.605293°N,1.448354°E | PA00094587 | Immoble · Vegeu més fotos d'aquest monument · Carregueu una nova foto d'aquest monument                                                            |
| Immoble                                                              | Inv.  | Segle xix                     | Tolosa 10 place Wilson                                        | 43° 36′ 17″ N, 1° 26′ 48″ E / 43.604826°N,1.446704°E | PA00094603 | Immoble · Vegeu més fotos d'aquest monument · Carregueu una nova foto d'aquest monument                                                            |
| Hôtel de Raymond d'Aymeric                                           | Inv.  | 1635                          | Tolosa 10 rue du Languedoc                                    | 43° 35′ 42″ N, 1° 26′ 43″ E / 43.595124°N,1.445304°E | PA00094577 | Hôtel de Raymond d'Aymeric · Vegeu més fotos d'aquest monument · Carregueu una nova foto d'aquest monument                                         |
| Immoble                                                              | Inv.  | Segle XVIII                   | Tolosa 10 rue Tolosane                                        | 43° 35′ 56″ N, 1° 26′ 50″ E / 43.598914°N,1.447105°E | PA00094681 | Immoble · Carregueu una nova foto d'aquest monument                                                                                                |
| Immoble                                                              | Inv.  | Segle xix                     | Tolosa 11 allées du Président-Roosevelt                       | 43° 36′ 20″ N, 1° 26′ 54″ E / 43.605689°N,1.448242°E | PA00094588 | Immoble · Vegeu més fotos d'aquest monument · Carregueu una nova foto d'aquest monument                                                            |
| Immoble                                                              | Inv.  | Segle xix                     | Tolosa 11 place Wilson                                        | 43° 36′ 18″ N, 1° 26′ 48″ E / 43.604955°N,1.446746°E | PA00094604 | Immoble · Vegeu més fotos d'aquest monument · Carregueu una nova foto d'aquest monument                                                            |
| Hôtel Descoffres                                                     | Cat.  | Segle XVIII                   | Tolosa 11 rue Montoulieu-Velane                               | 43° 35′ 47″ N, 1° 26′ 59″ E / 43.596502°N,1.449677°E | PA00094578 | Hôtel Descoffres · Carregueu una nova foto d'aquest monument                                                                                       |
| Immoble                                                              | Inv.  | Segle xix                     | Tolosa 12 allées du Président-Roosevelt                       | 43° 36′ 19″ N, 1° 26′ 54″ E / 43.605324°N,1.448397°E | PA00094589 | Immoble · Vegeu més fotos d'aquest monument · Carregueu una nova foto d'aquest monument                                                            |
| Immoble                                                              | Inv.  | Segle xix                     | Tolosa 12 place Wilson                                        | 43° 36′ 18″ N, 1° 26′ 48″ E / 43.605024°N,1.446789°E | PA00094605 | Immoble · Vegeu més fotos d'aquest monument · Carregueu una nova foto d'aquest monument                                                            |
| Hôtel Capoul                                                         | Inv.  | Segle xix                     | Tolosa 13 place Wilson                                        | 43° 36′ 18″ N, 1° 26′ 49″ E / 43.6051°N,1.446863°E   | PA00094606 | Hôtel Capoul · Vegeu més fotos d'aquest monument · Carregueu una nova foto d'aquest monument                                                       |
| Immoble                                                              | Inv.  | Segle xix                     | Tolosa 14 allées du Président-Roosevelt                       | 43° 36′ 19″ N, 1° 26′ 54″ E / 43.605353°N,1.448442°E | PA00094590 | Immoble · Vegeu més fotos d'aquest monument · Carregueu una nova foto d'aquest monument                                                            |
| Immoble                                                              | Inv.  | Segle xix                     | Tolosa 15 place Wilson                                        | 43° 36′ 19″ N, 1° 26′ 49″ E / 43.605247°N,1.447052°E | PA00094607 | Immoble · Vegeu més fotos d'aquest monument · Carregueu una nova foto d'aquest monument                                                            |
| Immoble                                                              | Inv.  | Segle xix                     | Tolosa 16 place Wilson                                        | 43° 36′ 19″ N, 1° 26′ 50″ E / 43.60533°N,1.447301°E  | PA00094608 | Immoble · Vegeu més fotos d'aquest monument · Carregueu una nova foto d'aquest monument                                                            |
| Immoble                                                              | Inv.  | Segle xix                     | Tolosa 18 place Wilson                                        | 43° 36′ 19″ N, 1° 26′ 51″ E / 43.605351°N,1.44759°E  | PA00094609 | Immoble · Vegeu més fotos d'aquest monument · Carregueu una nova foto d'aquest monument                                                            |
| Immoble                                                              | Inv.  | Segle XVII                    | Tolosa 18 rue Saint-Rémésy                                    | 43° 35′ 48″ N, 1° 26′ 36″ E / 43.596551°N,1.443451°E | PA00094591 | Immoble · Carregueu una nova foto d'aquest monument                                                                                                |
| Immoble                                                              | Inv.  | Segle xix                     | Tolosa 2 allées du Président-Roosevelt                        | 43° 36′ 18″ N, 1° 26′ 53″ E / 43.605111°N,1.448088°E | PA00094582 | Immoble · Vegeu més fotos d'aquest monument · Carregueu una nova foto d'aquest monument                                                            |
| Edifici de la farmàcia del Rond-Point                                | Inv.  | Segle xix                     | Tolosa 2 avenue de Lombez                                     | 43° 35′ 48″ N, 1° 25′ 21″ E / 43.596537°N,1.422622°E | PA00125580 | Edifici de la farmàcia del Rond-Point · Vegeu més fotos d'aquest monument · Carregueu una nova foto d'aquest monument                              |
| Immoble                                                              | Inv.  | Segle xix                     | Tolosa 2 place Wilson                                         | 43° 36′ 17″ N, 1° 26′ 53″ E / 43.604681°N,1.447939°E | PA00094596 | Immoble · Vegeu més fotos d'aquest monument · Carregueu una nova foto d'aquest monument                                                            |
| Immoble                                                              | Inv.  | Segle xix                     | Tolosa 20 place Wilson                                        | 43° 36′ 18″ N, 1° 26′ 53″ E / 43.604991°N,1.448059°E | PA00094610 | Immoble · Vegeu més fotos d'aquest monument · Carregueu una nova foto d'aquest monument                                                            |
| Immoble                                                              | Inv.  | Segle XVII                    | Tolosa 20 rue Ninau                                           | 43° 35′ 50″ N, 1° 27′ 00″ E / 43.597115°N,1.450042°E | PA00125581 | Immoble · Carregueu una nova foto d'aquest monument                                                                                                |
| Hôtel de Jérôme Taverne i torre Rolle                                | Inv.  | 1478                          | Tolosa 21 rue Pharaon                                         | 43° 35′ 46″ N, 1° 26′ 39″ E / 43.596087°N,1.44417°E  | PA00094581 | Hôtel de Jérôme Taverne i torre Rolle · Vegeu més fotos d'aquest monument · Carregueu una nova foto d'aquest monument                              |
| Immoble                                                              | Inv.  | Segle XVI                     | Tolosa 25 rue Gambetta                                        | 43° 36′ 12″ N, 1° 26′ 31″ E / 43.603322°N,1.441823°E | PA00094576 | Immoble · Vegeu més fotos d'aquest monument · Carregueu una nova foto d'aquest monument                                                            |
| Maison Palais des Grâces                                             | Cat.  | Segles XVIII-XIX              | Tolosa 27 rue Valade                                          | 43° 36′ 18″ N, 1° 26′ 14″ E / 43.604945°N,1.437092°E | PA00094594 | Maison Palais des Grâces · Vegeu més fotos d'aquest monument · Carregueu una nova foto d'aquest monument                                           |
| Immoble                                                              | Inv.  | Segle xix                     | Tolosa 1 rue de l'Écharpe, 2b rue Clémence-Isaure             | 43° 36′ 01″ N, 1° 26′ 28″ E / 43.600369°N,1.441242°E | PA00094676 | Immoble · Vegeu més fotos d'aquest monument · Carregueu una nova foto d'aquest monument                                                            |
| Edifici de la farmàcia Bernardin                                     | Cat.  | 1772                          | Tolosa 3 rue Ozenne                                           | 43° 35′ 52″ N, 1° 26′ 45″ E / 43.597744°N,1.445811°E | PA00125582 | Edifici de la farmàcia Bernardin · Vegeu més fotos d'aquest monument · Carregueu una nova foto d'aquest monument                                   |
| Torre de Jean Roguier                                                | Inv.  | 1550                          | Tolosa 30 rue Saint-Rome                                      | 43° 36′ 10″ N, 1° 26′ 37″ E / 43.602783°N,1.443521°E | PA00094592 | Torre de Jean Roguier · Carregueu una nova foto d'aquest monument                                                                                  |
| Immoble                                                              | Inv.  | Segle XVIII                   | Tolosa 32 rue des Frères-Lion                                 | 43° 36′ 00″ N, 1° 27′ 11″ E / 43.600111°N,1.453148°E | PA31000009 | Immoble · Carregueu una nova foto d'aquest monument                                                                                                |
| Immoble                                                              | Inv.  | 1914                          | Tolosa 32 rue Sainte-Philomène                                | 43° 35′ 18″ N, 1° 27′ 16″ E / 43.588297°N,1.454534°E | PA00094694 | Immoble · Vegeu més fotos d'aquest monument · Carregueu una nova foto d'aquest monument                                                            |
| Immoble                                                              | Inv.  | Segle xix                     | Tolosa 4 allées du Président-Roosevelt                        | 43° 36′ 19″ N, 1° 26′ 53″ E / 43.605153°N,1.448151°E | PA00094583 | Immoble · Vegeu més fotos d'aquest monument · Carregueu una nova foto d'aquest monument                                                            |
| Immoble                                                              | Inv.  | Segle xix                     | Tolosa 4 place Wilson                                         | 43° 36′ 16″ N, 1° 26′ 52″ E / 43.604526°N,1.447736°E | PA00094597 | Immoble · Vegeu més fotos d'aquest monument · Carregueu una nova foto d'aquest monument                                                            |
| Immoble                                                              | Inv.  | Segle xix                     | Tolosa 5 place Wilson                                         | 43° 36′ 16″ N, 1° 26′ 51″ E / 43.604429°N,1.447492°E | PA00094598 | Immoble · Vegeu més fotos d'aquest monument · Carregueu una nova foto d'aquest monument                                                            |
| Immoble                                                              | Inv.  | Segle xix                     | Tolosa 6 allées du Président-Roosevelt                        | 43° 36′ 19″ N, 1° 26′ 54″ E / 43.605191°N,1.448206°E | PA00094584 | Immoble · Vegeu més fotos d'aquest monument · Carregueu una nova foto d'aquest monument                                                            |
| Immoble                                                              | Inv.  | Segle xix                     | Tolosa 6 place Wilson                                         | 43° 36′ 16″ N, 1° 26′ 50″ E / 43.604411°N,1.447188°E | PA00094599 | Immoble · Vegeu més fotos d'aquest monument · Carregueu una nova foto d'aquest monument                                                            |
| Immoble                                                              | Inv.  | 1933                          | Tolosa 66 rue de la Pomme                                     | 43° 36′ 13″ N, 1° 26′ 42″ E / 43.60361°N,1.444905°E  | PA31000076 | Immoble · Vegeu més fotos d'aquest monument · Carregueu una nova foto d'aquest monument                                                            |
| Immoble                                                              | Inv.  | Segle xix                     | Tolosa 7 place Wilson                                         | 43° 36′ 16″ N, 1° 26′ 49″ E / 43.604465°N,1.446985°E | PA00094600 | Immoble · Vegeu més fotos d'aquest monument · Carregueu una nova foto d'aquest monument                                                            |
| Convent de la Inquisició, després de les Dames Réparatrices de Marie | Cat.  | 1648-1650                     | Tolosa 7 place du Parlement                                   | 43° 35′ 39″ N, 1° 26′ 38″ E / 43.59404°N,1.443751°E  | PA00094579 | Convent de la Inquisició, després de les Dames Réparatrices de Marie · Carregueu una nova foto d'aquest monument                                   |
| Immoble                                                              | Inv.  | Segle xix                     | Tolosa 8 allées du Président-Roosevelt                        | 43° 36′ 19″ N, 1° 26′ 54″ E / 43.605231°N,1.448265°E | PA00094585 | Immoble · Vegeu més fotos d'aquest monument · Carregueu una nova foto d'aquest monument                                                            |
| Immoble                                                              | Inv.  | Segle XVIII                   | Tolosa 8 place Sainte-Scarbes                                 | 43° 35′ 53″ N, 1° 26′ 56″ E / 43.59816°N,1.448867°E  | PA00094593 | Immoble · Vegeu més fotos d'aquest monument · Carregueu una nova foto d'aquest monument                                                            |
| Immoble                                                              | Inv.  | Segle xix                     | Tolosa 8 place Wilson                                         | 43° 36′ 17″ N, 1° 26′ 48″ E / 43.604616°N,1.446791°E | PA00094601 | Immoble · Vegeu més fotos d'aquest monument · Carregueu una nova foto d'aquest monument                                                            |
| Immoble                                                              | Inv.  | Segle xix                     | Tolosa 9 allées du Président-Roosevelt                        | 43° 36′ 20″ N, 1° 26′ 54″ E / 43.605653°N,1.448212°E | PA00094586 | Immoble · Vegeu més fotos d'aquest monument · Carregueu una nova foto d'aquest monument                                                            |
| Immoble                                                              | Inv.  | Segle xix                     | Tolosa 9 place Wilson                                         | 43° 36′ 17″ N, 1° 26′ 48″ E / 43.604717°N,1.446721°E | PA00094602 | Immoble · Vegeu més fotos d'aquest monument · Carregueu una nova foto d'aquest monument                                                            |
| Casa de terrissa de Virebent                                         | Inv.  | Segle xix                     | Tolosa 1 rue Compans; 24 rue du Cimetière                     | 43° 36′ 25″ N, 1° 27′ 29″ E / 43.606849°N,1.458012°E | PA00094617 | Casa de terrissa de Virebent · Vegeu més fotos d'aquest monument · Carregueu una nova foto d'aquest monument                                       |
| Casa de terrissa de Virebent                                         | Inv.  | 1840-1850                     | Tolosa 1 rue de Bornier; 31 rue Paul-Dupin                    | 43° 36′ 29″ N, 1° 27′ 33″ E / 43.608152°N,1.459253°E | PA00094613 | Casa de terrissa de Virebent · Vegeu més fotos d'aquest monument · Carregueu una nova foto d'aquest monument                                       |
| Casa de terrissa de Virebent                                         | Inv.  | Segle xix                     | Tolosa 27 avenue de la Colonne                                | 43° 36′ 31″ N, 1° 27′ 34″ E / 43.608507°N,1.459316°E | PA00094616 | Casa de terrissa de Virebent · Vegeu més fotos d'aquest monument · Carregueu una nova foto d'aquest monument                                       |
| Casa de terrissa de Virebent                                         | Inv.  | 1840                          | Tolosa 28 rue des Marchands                                   | 43° 36′ 00″ N, 1° 26′ 34″ E / 43.599978°N,1.442847°E | PA00094621 | Casa de terrissa de Virebent · Vegeu més fotos d'aquest monument · Carregueu una nova foto d'aquest monument                                       |
| Hôtel de Jossé des Cars                                              | Inv.  | Segle XVII                    | Tolosa 12 rue Vélane                                          | 43° 35′ 48″ N, 1° 26′ 56″ E / 43.596649°N,1.448825°E | PA00094623 | Hôtel de Jossé des Cars · Vegeu més fotos d'aquest monument · Carregueu una nova foto d'aquest monument                                            |
| Hôtel de Gaston Dupin                                                | Inv.  | Segle XVII                    | Tolosa 3 rue Maletache                                        | 43° 35′ 55″ N, 1° 26′ 41″ E / 43.598621°N,1.44464°E  | PA00094620 | Hôtel de Gaston Dupin · Vegeu més fotos d'aquest monument · Carregueu una nova foto d'aquest monument                                              |
| Maison des Prohenques                                                | Cat.  | 1488-1489                     | Tolosa 30 rue des Changes                                     | 43° 36′ 05″ N, 1° 26′ 37″ E / 43.60147°N,1.443679°E  | PA00094615 | Maison des Prohenques · Carregueu una nova foto d'aquest monument                                                                                  |
| Casa                                                                 | Inv.  | Segle XX                      | Tolosa 2 rue François-Mansart                                 | 43° 36′ 52″ N, 1° 27′ 25″ E / 43.614579°N,1.457033°E | PA31000089 | Carregueu una nova foto d'aquest monument |
| Ponts Bessons sobre el canal del Migdia i el canal de Brienne        | Inv.  | 1774                          | Tolosa port de l'Embouchure                                   | 43° 36′ 39″ N, 1° 25′ 07″ E / 43.610868°N,1.418625°E | PA00094628 | Ponts Bessons sobre el canal del Migdia i el canal de Brienne · Vegeu més fotos d'aquest monument · Carregueu una nova foto d'aquest monument      |
| Vestigis de la muralla medieval                                      | Inv.  | Segle XIV                     | Tolosa allées Jules-Guesde; place des Hauts-Murats            | 43° 35′ 39″ N, 1° 26′ 52″ E / 43.5942°N,1.44764°E    | PA00135455 | Vestigis de la muralla medieval · Vegeu més fotos d'aquest monument · Carregueu una nova foto d'aquest monument                                    |